# Capnophyllum africanum
Capnophyllum africanum là một loài thực vật có hoa trong họ Hoa tán. Loài này được (L.) Gaertn. mô tả khoa học đầu tiên năm 1791.